# Liste von Persönlichkeiten der Stadt Schwabach
Diese Liste enthält in Schwabach geborene Persönlichkeiten sowie solche, die dort ihren Wirkungskreis haben oder hatten, ohne dort geboren zu sein. Die Liste erhebt keinen Anspruch auf Vollständigkeit.

## Söhne und Töchter der Stadt

### Künstler
- Konrad Feuerlein (1629–1704), Lutherischer Theologe und Kirchenliedkomponist
- Maier Kohn (1802–1875), Musikologe und Lehrer
- Adolph von Henselt (1814–1889), Komponist und Klaviervirtuose der Spätromantik
- Johann Michael Kupfer (1859–1917), Maler und Bildhauer
- Philipp Kittler (1861–1944), Künstler
- Josef Wirth (1884–1941), Bildhauer
- Gustav König (1910–2005), Dirigent und Generalmusikdirektor
- Otto Sammer (1914–2004), Maler und Zeichner
- Alfred Kohler (1916–1984), Maler
- Emanuel Vogt (1925–2007), Komponist und Kirchenmusikdirektor
- Peter Mussbach (* 1949), Regisseur
- Walter Zimmermann (* 1949), Komponist, Autor und Hochschullehrer
- Gerhard Falkner (* 1951), Schriftsteller
- Reiner Gaar (* 1958), Komponist, Kirchenmusikdirektor und Dozent
- Peter Fulda (* 1968), Jazz-Pianist, Komponist und Arrangeur
- Klaus Cäsar Zehrer (* 1969), Autor
- Sebastian Linz (* 1980), Theaterregisseur

### Politiker
- Franz Ferdinand Seitz (* 10. Juli 1823; † 15. April 1898 in München), Gymnasialprofessor und Politiker, Landtagsabgeordneter
- Johann Friedrich Roth (* 9. Mai 1863; † 23. August 1943 in Jena), Politiker (FVp, DDP)
- Oswald Merz (* 10. Februar 1889; † 18. Mai 1946 in Augsburg), Pädagoge und Politiker (SPD)
- Julius Hofer (* 4. März 1890; † 5. Februar 1953  in Schwabach), Politiker (SPD), Mitglied des Bayerischen Landtages
- Hans Schuberth (* 5. April 1897; † 2. September 1976 in München), Politiker (CSU), Bundesminister für Angelegenheiten des Fernmeldewesens
- Adolf Ostertag (* 22. Juli 1939), Gewerkschafter und Bundestagsabgeordneter (SPD)
- Karl Freller (* 2. März 1956), Landtagsabgeordneter (CSU)

### Sportler
- Hans Hartmann, Radrennfahrer
- Matthias Volz (* 4. Mai 1910 in Schwabach; † 26. August 2004 in Spalt), Turner, Olympiasieger (Mannschaft) und Bronzemedaillengewinner 1936 in Berlin, TV 1848 Schwabach
- Manfred Ritschel (* 7. Juni 1946), Fußballspieler und -funktionär
- Kurt König (* 13. Januar 1954), Autorennfahrer
- Sven Lorenz (* 7. Mai 1979), Kraftdreikämpfer
- Philipp Tschauner (* 3. November 1985), Fußballspieler (u. a. TSV 1860 München, FC St. Pauli, Hannover 96)
- Sebastian Reinwand (* 7. August 1987), Langstreckenläufer und Triathlet
- Kevin Bicker (* 29. Januar 2005), Eishockey-Profi (EHC 80 Nürnberg, Adler Mannheim, Löwen Frankfurt, Detroit Red Wings)

### Wissenschaftler
- Jean-Philippe Baratier (* 19. Januar 1721; † 5. Oktober 1740), das „Schwabacher Wunderkind“
- Johann Gottfried Zinn (* 4. Dezember 1727; † 6. April 1759), Mediziner und Botaniker
- Johann Conrad Gütle (* 25. März 1747; † 18. Oktober 1827), Instrumentenbauer, Privatlehrer in Mathematik, Physik und Chemie
- Michael Ehrenreich Kauzmann (* 25. Juni 1769; † 28. Juli 1816), Chirurg in Reval
- Carl Hahn (* 4. September 1829; † 1. März 1901), Tiermediziner und Hochschullehrer, Direktor der Zentral-Tierarzneischule in München
- Anton Friedrich von Tröltsch (* 3. April 1829; † 9. Januar 1890), Arzt und Professor für Ohrenheilkunde
- Ferdinand Wilhelm Weber (* 22. Oktober 1836; † 10. Juli 1879), Theologe und Judaist
- Wilhelm Kohl (* 22. Januar 1848; † 10. Mai 1898), Limes-Forscher
- Erasmus Kittler (* 25. Juni 1852; † 14. März 1929), Elektrotechnik-Pionier und Physiker
- Georg Weiß (* 5. Oktober 1885; † 23. September 1951), Pädagoge und Hochschullehrer
- Karl Hunger (* 24. Oktober 1889; † 26. Juli 1946), Germanist, Pädagoge und Lehrer
- Ursula Apel (* 22. Dezember 1938), Hermann-Hesse-Forscherin
- Hans Schwarz (* 5. Januar 1939), evangelisch-lutherischer Theologe, Hochschullehrer
- Arno Kleber (* 11. Mai 1955), Geograph
- Ralf Baumeister (* 1961), Bioinformatiker und Molekulargenetiker
- Bernhard Grill (* 5. Januar 1961), an der Entwicklung des mp3-Formats beteiligt
- Volker Herrmann (* 31. Mai 1967), Mittelalterarchäologe und Bauforscher

## Sonstige
- Benedicta M. Fensel (1867–1948), Äbtissin von Frauenchiemsee
- Johann Conrad Vogel (1656–1721), Orgelbauer
- Anna Wolf (* 1602), Chronistin der Eroberung Schwabachs 1632 durch die mordenden und plündernden Truppen Wallensteins[1][2][3]
- Thilo Bayer (* 1971), Technikjournalist und Pen-&-Paper-Rollenspiel-Entwickler
- Petra Fröhlich (* 1974), Computerspielejournalistin
- Birgit Freller (* 1985), Reporterin und Fernsehjournalistin

## Persönlichkeiten, die in Schwabach wirkten
- Johann Philipp Andreae (1700–1762), war ein deutscher Mathematiker, Mechaniker, Sonnenuhr- und Kompassmacher sowie Herausgeber
- Helga Schmitt-Bussinger (* 1957), Stadträtin und Landtagsabgeordnete (SPD)
- Sabine Weigand (* 1961), Schriftstellerin und Politikerin (Bündnis 90/Die Grünen)
- Martin Kastler (* 1974), Politiker (CSU)
- Christian Eigler (* 1984), Fußballspieler und -trainer